# ミクローシュ・エルデーイ
- ミクローシュ・エルデイー

ミクローシュ・エルデーイ（Miklós Erdélyi, 1928年2月9日 - 1993年9月1日）は、ハンガリーの指揮者。

## 経歴
1928年、ハンガリー王国・ブダペストで生まれた。リスト・フェレンツ音楽専門学校でヤーノシュ・フェレンチクに指揮法を学び、レジェー・コーカイの薫陶も受けた。
1947年から指揮者として活動するようになり、1949年にはハンガリー放送合唱団の創設活動に加わった。1951年にはハンガリー国立歌劇場のコレペティートルになり、1957年からは歌劇場での指揮を任されるようになった。1974年にカルロ・マリア・ジュリーニの代役としてベルリン・フィルハーモニー管弦楽団を指揮して成功をおさめ、ハンガリー国外への客演活動に弾みをつけた。
日本での活動では、1986年および1988年から1990年まで読売日本交響楽団に客演している。
1993年、ブダペストにて死去。